# Givin' It All
«Givin' It All» es una canción de la banda estadounidense de rock Player, compuesta en 1979 por Peter Beckett y editada para el tercer álbum de estudio Room With A View. Su lanzamiento fue únicamente para los Estados Unidos, en donde se posicionó en el lugar número 105 del Billboard Hot 100.

## Listas de popularidad
| Lista (1980)      | Máxima posición |
| ----------------- | --------------- |
| Billboard Hot 100 | 105             |

## Personal
Músicos
- Peter Beckett (voz; guitarra)
- Ronn Moss (bajo; voz)
- John Friesen (batería; percusión)

Adicionales
- Miles Joseph (guitarra)
- Wayne Cook (sintetizador)

- Datos: Q16571752